# Prodontocharax howesi
Prodontocharax howesi är en fiskart som först beskrevs av Fowler, 1940.  Prodontocharax howesi ingår i släktet Prodontocharax och familjen Characidae. Inga underarter finns listade i Catalogue of Life.